# ナルシソ・エルビラ
ナルシソ・チチョ・エルビラ・デルガド（Narciso Chicho Elvira Delgado, 1967年10月29日 - 2020年1月28日）は、メキシコ出身のプロ野球選手（投手）。
NPBの近鉄時代に、20世紀最後のノーヒットノーランを達成している。

## 経歴
ミルウォーキー・ブルワーズ・メキシカンリーグを経て、2000年に大阪近鉄バファローズに入団。6月20日の西武戦でノーヒットノーランを達成し、話題を呼んだ。これが20世紀最後のノーヒットノーランになった。しかし、その後は成績を残せず、2001年に退団。
2002年の5月には、故障により退団したマット・ルークの代役として韓国・サムスン・ライオンズと契約し、同年は最優秀防御率のタイトルを獲得。だが2003年は不振でシーズン途中の5月に退団となった。
韓国球界在籍時のシーズンオフはメキシカンリーグのカンペチェ・パイレーツでプレーしていたが、韓国球界退団後の2005年と2006年にも同球団でプレー。2009年にも同リーグのミナティトラン・オイラーズでプレーしていた。

### ノーヒットノーラン
2000年6月13日に日本ハム戦(大阪ドーム)で先発して4回2/3を5失点で敗戦投手となり、防御率は8.10となった。続いて同16日・17日で共にロッテ戦(千葉マリン)で中継ぎ登板し、合計3回0/3で2失点。そして中2日で6月20日の西武戦(大阪ドーム)に先発登板することとなった。試合前、西武の東尾修監督は、それまで2度の対戦で4回6失点で防御率13.50とエルビラをカモにしていた余裕から、森進一の曲とかけて「冬のリビエラならぬ夏のエルビラだよ」と報道陣の前でエルビラをからかう発言をしていた。しかし、その日の試合ではエルビラは、3四球0死球9三振の打者29人でノーヒットノーランを達成した。なお、この試合ではサード後方に上がったフライを中村紀洋が背面ジャンピングキャッチするなどのプレーを見せ、記録達成に貢献した（このプレーには思わずエルビラもグラブを叩いて喜んだ）。味方の打線は二回と六回にそれぞれ2得点ずつを挙げ、4-0で勝利した。
ヒーローインタビューでは、エルビラは「ベリーベリーハッピー」と心境を語った。
もう1試合の完封は9月16日のダイエー戦(福岡ドーム)で挙げた(5安打)。
ちなみに、前年の1999年にもメキシカンリーグにてノーヒットノーランを2度達成している。
また近鉄は2004年をもってオリックスブルーウェーブと吸収合併した為、近鉄の選手としては最後のノーヒットノーラン達成者でもある。

### 誘拐事件
2015年6月16日、母国メキシコのベラクルス州でサトウキビ農園と加工工場を経営していた彼は、仕事のため従業員と4人でトラックで出掛けた後に行方不明になり、地元警察によると誘拐された可能性があると報じられた。その後、7月10日に同州カテマコ市で無事に救出された。

### 殺害
2020年1月28日、ベラクルス州メデジンで武装グループの銃撃を受け、一緒にいた息子と共に殺害された。52歳没。

## 詳細情報

### 年度別投手成績
| 年 度    | 球 団    | 登 板 | 先 発 | 完 投 | 完 封 | 無 四 球 | 勝 利 | 敗 戦 | セ 丨 ブ | ホ 丨 ル ド | 勝 率 | 打 者 | 投 球 回 | 被 安 打 | 被 本 塁 打 | 与 四 球 | 敬 遠 | 与 死 球 | 奪 三 振 | 暴 投 | ボ 丨 ク | 失 点 | 自 責 点 | 防 御 率 | W H I P |
| -------- | -------- | ----- | ----- | ----- | ----- | -------- | ----- | ----- | -------- | ----------- | ----- | ----- | -------- | -------- | ----------- | -------- | ----- | -------- | -------- | ----- | -------- | ----- | -------- | -------- | ------- |
| 1990     | MIL      | 4     | 0     | 0     | 0     | 0        | 0     | 0     | 0        | 0           | ----  | 25    | 5.0      | 6        | 0           | 5        | 0     | 0        | 6        | 0     | 0        | 3     | 3        | 5.40     | 2.20    |
| 2000     | 近鉄     | 27    | 21    | 2     | 2     | 0        | 6     | 7     | 0        | --          | .462  | 481   | 110.2    | 97       | 9           | 53       | 2     | 3        | 73       | 2     | 1        | 60    | 57       | 4.46     | 1.36    |
| 2001     | 近鉄     | 6     | 6     | 0     | 0     | 0        | 1     | 1     | 0        | --          | .500  | 111   | 24.2     | 27       | 5           | 11       | 0     | 0        | 16       | 0     | 0        | 16    | 15       | 5.47     | 1.54    |
| 2002     | 三星     | 22    | 21    | 0     | 0     | 0        | 13    | 6     | 0        | 0           | .684  | 570   | 137.0    | 115      | 7           | 52       | 1     | 4        | 111      | 8     | 0        | 44    | 38       | 2.50     | 1.22    |
| 2003     | 三星     | 6     | 6     | 0     | 0     | 0        | 1     | 1     | 0        | 0           | .500  | 100   | 21.2     | 20       | 3           | 13       | 0     | 3        | 21       | 2     | 1        | 17    | 17       | 7.06     | 1.52    |
| MLB：1年 | MLB：1年 | 4     | 0     | 0     | 0     | 0        | 0     | 0     | 0        | 0           | ----  | 25    | 5.0      | 6        | 0           | 5        | 0     | 0        | 6        | 0     | 0        | 3     | 3        | 5.40     | 2.20    |
| NPB：2年 | NPB：2年 | 33    | 27    | 2     | 2     | 0        | 7     | 8     | 0        | --          | .467  | 592   | 135.1    | 124      | 14          | 64       | 2     | 3        | 89       | 2     | 1        | 76    | 72       | 4.79     | 1.39    |
| KBO：2年 | KBO：2年 | 28    | 27    | 0     | 0     | 0        | 14    | 7     | 0        | 0           | .667  | 670   | 158.2    | 135      | 10          | 65       | 1     | 7        | 132      | 10    | 1        | 61    | 55       | 3.12     | 1.26    |

- 各年度の太字はリーグ最高

### タイトル
KBO
- 最優秀防御率：1回（2002年）

### 記録
NPB
- 初登板・初先発：2000年4月2日、対オリックス・ブルーウェーブ2回戦（グリーンスタジアム神戸）、2/3回4失点で敗戦投手
- 初奪三振：2000年5月17日、対西武ライオンズ6回戦（大阪ドーム）、1回表に清水雅治から
- 初勝利：2000年5月26日、対日本ハムファイターズ9回戦（大阪ドーム）、2回表2死に2番手で救援登板、4回2/3を1失点
- 初先発勝利・初完投勝利・初完封勝利：2000年6月20日、対西武ライオンズ9回戦（大阪ドーム）

その他
NPB
- ノーヒットノーラン：2000年6月20日、対西武ライオンズ9回戦（大阪ドーム） ※史上69人目

### 背番号
- 35（1990年）
- 53（1990年）
- 14（2000年 - 2001年）
- 12（2002年 - 2003年）